# دهستان رستاق (اشکذر)
دهستان رستاق نام دهستانی در بخش مرکزی شهرستان اشکذر، استان یزد در ایران است. براساس سرشماری مرکز آمار ایران در سال ۱۳۸۵، جمعیت آن ۸۴۰۰ نفر (۲۳۲۶ خانوار) بوده‌است که شامل بندرآباد می شود.